# 克拉哈尼 (华盛顿州)
克拉哈尼（英語：Klahanie）是美国华盛顿州金县瑟马米什的一个社区，2010年人口普查数据为10,674人。克拉哈尼在2016年前是金县下的一个非合并（unincorporate）社区、普查规定居民点，2016年并入附近的瑟马米什。克拉哈尼属于伊瑟阔学区。